# Чемпионат Европы по спортивной акробатике 1992
13-й чемпионат Европы по спортивной акробатике прошёл в городе Ренн, Франция, в 1992 году. Для определения технических результатов чемпионата использовались результаты выступлений спортсменов европейских стран на чемпионате мира.

## Результаты

### Мужские акробатические прыжки

#### Многоборье
| Ранг | Команда              | Страна | Очки  |
| ---- | -------------------- | ------ | ----- |
| 1    | Алексей Крыжановский | Россия | 29,72 |
| 2    | Владимир Игнатенков  | Россия | 29,64 |
| 3    | Кшиштоф Вилус        | Польша | 29,38 |

#### Кувырок
| Ранг | Команда          | Страна   | Очки  |
| ---- | ---------------- | -------- | ----- |
| 1    | Радослав Вальцак | Польша   | 19,33 |
| 2    | Григорий Душенко | Украина  | 19,30 |
| 3    | С. Иванов        | Болгария | 19,24 |

#### Вращения
| Ранг | Команда             | Страна   | Очки  |
| ---- | ------------------- | -------- | ----- |
| 1    | Владимир Игнатенков | Россия   | 19,78 |
| 2    | Кшиштоф Вилус       | Польша   | 19,66 |
| 3    | П. Павлов           | Болгария | 19,27 |

### Мужские группы

#### Многоборье
| Ранг | Команда                                                              | Страна   | Очки  |
| ---- | -------------------------------------------------------------------- | -------- | ----- |
| 1    | Вадим Кирпичёв, Сергей Володин, Вячеслав Новочихин, Валентин Менжега | Россия   | 29,62 |
| 2    | Х. Крумб, П. Шмидт, М. Мессер, Д. Мульман                            | Германия | 28,64 |
| 3    | С. Николов, Т. Георгиев, П. Николов, О. Василев                      | Болгария | 28,54 |

#### Баланс
| Ранг | Команда                                                              | Страна   | Очки  |
| ---- | -------------------------------------------------------------------- | -------- | ----- |
| 1    | Вадим Кирпичёв, Сергей Володин, Вячеслав Новочихин, Валентин Менжега | Россия   | 19,72 |
| 2    | А. Винтилов, И. Тищенко, В. Карун, С. Бобровник                      | Украина  | 19,46 |
| 3    | С. Николов, Т. Георгиев, П. Николов, О. Василев                      | Болгария | 19,22 |

#### Темп
| Ранг | Команда                                                              | Страна  | Очки  |
| ---- | -------------------------------------------------------------------- | ------- | ----- |
| 1    | Вадим Кирпичёв, Сергей Володин, Вячеслав Новочихин, Валентин Менжега | Россия  | 19,80 |
| 2    | В. Корух, И. Тищенко, А. Вентилов, С. Дубровин                       | Украина | 19,40 |
| 3    | М. Козловски, И. Гутсмит, П. Жугиель, П. Пас                         | Польша  | 19,28 |

### Мужские пары

#### Многоборье
| Ранг | Команда                             | Страна   | Очки  |
| ---- | ----------------------------------- | -------- | ----- |
| 1    | Сергей Коровин, Александр Поздняков | Россия   | 29,50 |
| 2    | Р. Лачков, В. Владев                | Болгария | 29,24 |
| 3    | Т. Вельцен, А. Пьехота              | Польша   | 29,12 |

#### Баланс
| Ранг | Команда                             | Страна   | Очки  |
| ---- | ----------------------------------- | -------- | ----- |
| 1    | Сергей Коровин, Александр Поздняков | Россия   | 19,68 |
| 2    | Р. Лачков, В. Владев                | Болгария | 19,50 |
| 3    | Т. Вельцен, А. Пьехота              | Польша   | 19,42 |

#### Темп
| Ранг | Команда                             | Страна | Очки  |
| ---- | ----------------------------------- | ------ | ----- |
| 1    | Сергей Коровин, Александр Поздняков | Россия | 19,66 |
| 2    | Т. Вельцен, А. Пьехота              | Польша | 19,36 |
| 2    | С. Князев, И. Перехрест             | Литва  | 19,36 |

### Смешанные пары

#### Многоборье
| Ранг | Команда                     | Страна  | Очки  |
| ---- | --------------------------- | ------- | ----- |
| 1    | О. Перелыгина, Э. Перелыгин | Россия  | 29,62 |
| 2    | С. Еремкин, Я. Плотникова   | Литва   | 29,56 |
| 3    | С. Казаковский, Л. Олейник  | Украина | 29,52 |

#### Баланс
| Ранг | Команда                     | Страна  | Очки  |
| ---- | --------------------------- | ------- | ----- |
| 1    | О. Перелыгина, Э. Перелыгин | Россия  | 19,76 |
| 2    | С. Еремкин, Я. Плотникова   | Литва   | 19,68 |
| 3    | С. Казаковский, Л. Олейник  | Украина | 19,64 |

#### Темп
| Ранг | Команда                     | Страна   | Очки  |
| ---- | --------------------------- | -------- | ----- |
| 1    | Б. Станкова, И. Катцов      | Болгария | 19,82 |
| 2    | С. Казаковский, Л. Олейник  | Украина  | 19,76 |
| 3    | О. Перелыгина, Э. Перелыгин | Россия   | 19,64 |

### Женские группы

#### Многоборье
| Ранг | Команда                                           | Страна   | Очки  |
| ---- | ------------------------------------------------- | -------- | ----- |
| 1    | Л. Чолакова, С. Ангелова, Р. Енчева               | Болгария | 29,66 |
| 1    | Татьяна Кольцова, Елена Поветкина, Анна Панфилова | Россия   | 29,66 |
| 3    | Т. Бутонина, С. Мошнина, Е. Кирпота               | Беларусь | 29,42 |

#### Баланс
| Ранг | Команда                                           | Страна   | Очки  |
| ---- | ------------------------------------------------- | -------- | ----- |
| 1    | Л. Чолакова, С. Ангелова, Р. Енчева               | Болгария | 19,78 |
| 1    | Татьяна Кольцова, Елена Поветкина, Анна Панфилова | Россия   | 19,78 |
| 3    | Л. Каховская, Е. Домашенко, И. Грищенко           | Украина  | 19,66 |

#### Темп
| Ранг | Команда                                           | Страна   | Очки  |
| ---- | ------------------------------------------------- | -------- | ----- |
| 1    | Татьяна Кольцова, Елена Поветкина, Анна Панфилова | Россия   | 19,84 |
| 2    | Л. Чолакова, С. Ангелова, Р. Енчева               | Болгария | 19,74 |
| 3    | Э. Фиолек, М. Серчек, Е. Хадала                   | Польша   | 19,60 |

### Женские пары

#### Многоборье
| Ранг | Команда                   | Страна   | Очки  |
| ---- | ------------------------- | -------- | ----- |
| 1    | Л. Винникова, Л. Паутова  | Россия   | 29,68 |
| 2    | М. Дачева, Ф. Стойкова    | Болгария | 29,38 |
| 3    | Б. Саковска, А. Бондарчук | Польша   | 29,12 |

#### Баланс
| Ранг | Команда                  | Страна   | Очки  |
| ---- | ------------------------ | -------- | ----- |
| 1    | Л. Винникова, Л. Паутова | Россия   | 19,82 |
| 2    | М. Дачева, Ф. Стойкова   | Болгария | 19,54 |
| 3    | Л. Совик, Н. Носенко     | Украина  | 19,50 |

#### Темп
| Ранг | Команда                   | Страна   | Очки  |
| ---- | ------------------------- | -------- | ----- |
| 1    | Л. Винникова, Л. Паутова  | Россия   | 19,78 |
| 1    | М. Дачева, Ф. Стойкова    | Болгария | 19,54 |
| 3    | Б. Саковска, А. Бондарчук | Польша   | 19,44 |

### Женские акробатические прыжки

#### Многоборье
| Ранг | Команда          | Страна  | Очки  |
| ---- | ---------------- | ------- | ----- |
| 1    | Кристель Робер   | Франция | 29,58 |
| 2    | Наталья Кадатова | Россия  | 29,52 |
| 3    | Татьяна Панийван | Россия  | 29,38 |

#### Первое упражнение
| Ранг | Команда          | Страна   | Очки  |
| ---- | ---------------- | -------- | ----- |
| 1    | Кристель Робер   | Франция  | 19.70 |
| 2    | Наталья Кадатова | Россия   | 19,56 |
| 3    | Татьяна Морозова | Беларусь | 19,42 |

#### Второе упражнение
| Ранг | Команда          | Страна   | Очки  |
| ---- | ---------------- | -------- | ----- |
| 1    | Кристель Робер   | Франция  | 19,72 |
| 2    | Татьяна Панийван | Россия   | 19,68 |
| 3    | Татьяна Морозова | Беларусь | 19,34 |